# Sébastien Foucan
Sébastien Foucan (París, Francia; 24 de mayo de 1974) es un actor francés de ascendencia guadalupeña. Junto con David Belle es considerado uno de los fundadores del parkour y es el creador del free running. Es conocido por ser un representante y embajador del parkour en muchos países. Son bien conocidos por sus puntos de vista sobre la filosofía detrás de parkour, Foucan también hace hincapié en la necesidad de una formación adecuada en los aspectos básicos de funcionamiento libre, no solo por la seguridad, sino también para mantener el aspecto positivo de la actividad para el ojo público.
Dio el salto a la fama en el Reino Unido después de la exhibición de salto Mike Christie's de Londres en el documental de Channel 4 en septiembre de 2003, y en el documental posterior Jump Britain.
Además de dirigir estos programas, Sébastien también aparece como Mollaka en la 21 ª película de James Bond, Casino Royale. Pasó tres meses en las Bahamas el rodaje de su papel en la película. Un doble de riesgo se utilizó para las porciones de la escena de la persecución de apertura. Además de esto, Sébastien aparece en el video musical de Madonna acompañada de Madonna 2005 sencillo, "Jump " y en su 2006 "Confessions Tour".
Foucan ayudó a K-Swiss desarrollar el Ariake, el primer calzado para Free running y parkour en una línea de 5 modelos.
También apareció en un tráiler para el juego Mirror's Edge.
Su último papel fue en "El Gran Torneo" (The Tournament) en el papel del asesino Anton Bogart.